# World Games 2022/Teilnehmer (Pakistan)
| Gelbes Symbol für Goldmedaillen mit stilisierten Olympischen Ringen | Graues Symbol für Silbermedaillen mit stilisierten Olympischen Ringen | Braundes Symbol für Bronzemedaillen mit stilisierten Olympischen Ringen |
| ------------------------------------------------------------------- | --------------------------------------------------------------------- | ----------------------------------------------------------------------- |
| —                                                                   | —                                                                     | —                                                                       |

Pakistan nahm an den World Games 2022 im US-amerikanischen Birmingham mit einem Athleten teil.

## Teilnehmer nach Sportarten
Zunächst rechnete man mit insgesamt drei pakistanischen Teilnehmern: Ahsan Ramzan im Snooker sowie Dilawar Khan Sannan und Isra Waseem im Jiu Jitsu. Allerdings gab es für alle pakistanischen Teilnehmer erhebliche Visa-Probleme. So habe es zum Beispiel erhebliche Schwierigkeiten gegebenen, im US-Konsulat in Karatschi Visa zu bekommen. Das US-Konsulat begründete die langen Wartezeiten mit Auswirkungen der COVID-19-Pandemie. Letztlich mussten die beiden Jiu-Jitsu-Teilnehmer passen und Ramzan wurde zum einzigen pakistanischen Vertreter. Die Pakistan Billiards and Snooker Association hatte zuvor das pakistanische Außenministerium um Hilfe gebeten.

### Billard
Der 16-jährige Ahsan Ramzan hatte sich im März 2022 als Sieger der nachträglich ausgetragenen Amateurweltmeisterschaft 2021 der International Billiards & Snooker Federation für die World Games qualifiziert. Mit ihm reiste der Funktionär Abdul Wahid nach Pakistan. Der pakistanische Express Tribune handelte den jüngsten Teilnehmer im Snooker-Wettbewerb direkt als Mitfavoriten. Letztendlich schied Ramzan aber bereits im Viertelfinale gegen den späteren Goldmedaillengewinner Cheung Ka Wai aus.
| Athleten     | Wettbewerb | Achtelfinale      | Achtelfinale | Viertelfinale | Viertelfinale | Halbfinale    | Halbfinale    | Finale        | Finale        | Rang |
| Athleten     | Wettbewerb | Gegner            | Ergebnis     | Gegner        | Ergebnis      | Gegner        | Ergebnis      | Gegner        | Ergebnis      | Rang |
| ------------ | ---------- | ----------------- | ------------ | ------------- | ------------- | ------------- | ------------- | ------------- | ------------- | ---- |
| Herren       |            |                   |              |               |               |               |               |               |               |      |
| Ahsan Ramzan | Snooker    | Ahmed Aly Elsayed | 3:1          | Cheung Ka Wai | 1:3           | ausgeschieden | ausgeschieden | ausgeschieden | ausgeschieden | 5    |